# 迪沃河畔圣瑞斯特
迪沃河畔圣瑞斯特（法語：Saint-Just-sur-Dive，法語發音：[sɛ̃ ʒy(st) syʁ div] ⓘ）是法国曼恩-卢瓦尔省的一个市镇，属于索米尔区。

## 地理
迪沃河畔圣瑞斯特（47°10'26"N, 0°6'1"W）面积7.24 平方千米，位于法国卢瓦尔河地区大区曼恩-卢瓦尔省，该省份为法国西部内陆省份，大致对应安茹地区，北起顺时针与马耶讷省、萨尔特省、安德尔-卢瓦尔省、维埃纳省、德塞夫勒省、旺代省、大西洋卢瓦尔省和伊勒-维莱讷省接壤。
与迪沃河畔圣瑞斯特接壤的市镇（或旧市镇、城区）包括：图埃河畔阿尔塔讷、勒库德赖马库阿尔、蒙特勒伊贝莱、贝勒维涅堡。

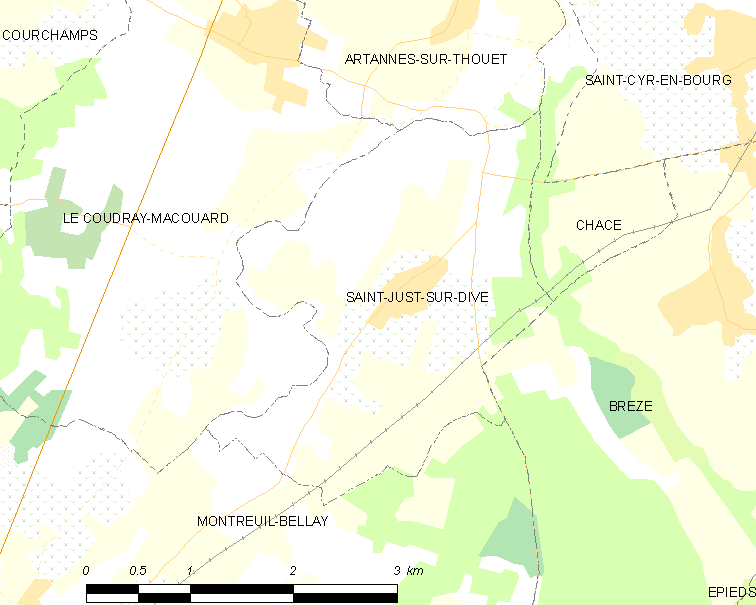
迪沃河畔圣瑞斯特的OSM定位图

迪沃河畔圣瑞斯特的时区为UTC+01:00、UTC+02:00（夏令时）。

## 行政
迪沃河畔圣瑞斯特的邮政编码为49260，INSEE市镇编码为49291。

## 政治
迪沃河畔圣瑞斯特所属的省级选区为安茹地区杜埃县。

## 人口

1962-2008年间迪沃河畔圣瑞斯特人口变化图示

迪沃河畔圣瑞斯特于2022年1月1日时的人口数量为386人。